# Bobčok
Bobčok, dříve nazývaný Babčok, je kopec s nadmořskou výškou 303 m, který se nachází v nížině Ostravské pánve v katastrálním území Šenov u Ostravy severovýchodně od Václavovic v okrese Ostrava-město v Moravskoslezském kraji. Je nejvyšším geografickým bodem Šenova a jeho katastru. Vrchol kopce se nachází u silnice na ulici Tichá. Část kopce je osídlená, avšak většina je zalesněná, kdy nejvýznamnějším porostem je les Bobčok a přírodní památka Václavovice - pískovna (Šajar) s výskytem vzácných a chráněných organismů. Kopec je tvořen ze sprašových hlín.

## Vodstvo
Vodstvo kopce se skládá z potoka Dolní Datyňka (Vojtůvka), Frýdeckého potoka, potoka Bobčok a několika bezejmenných potůčků, které patří do povodí řeky Lučina (přítoku řeky Ostravice, povodí řeky Odry, úmoří Baltského moře). Nacházejí se zde také udržované studánky - studánka Bobčok 1 a studánka Bobčok 2 aj. s prameny pitné vody.

## Další informace
Po masivu kopce vede Šenovská naučná stezka. Vrchol je volně přístupný.

## Galerie

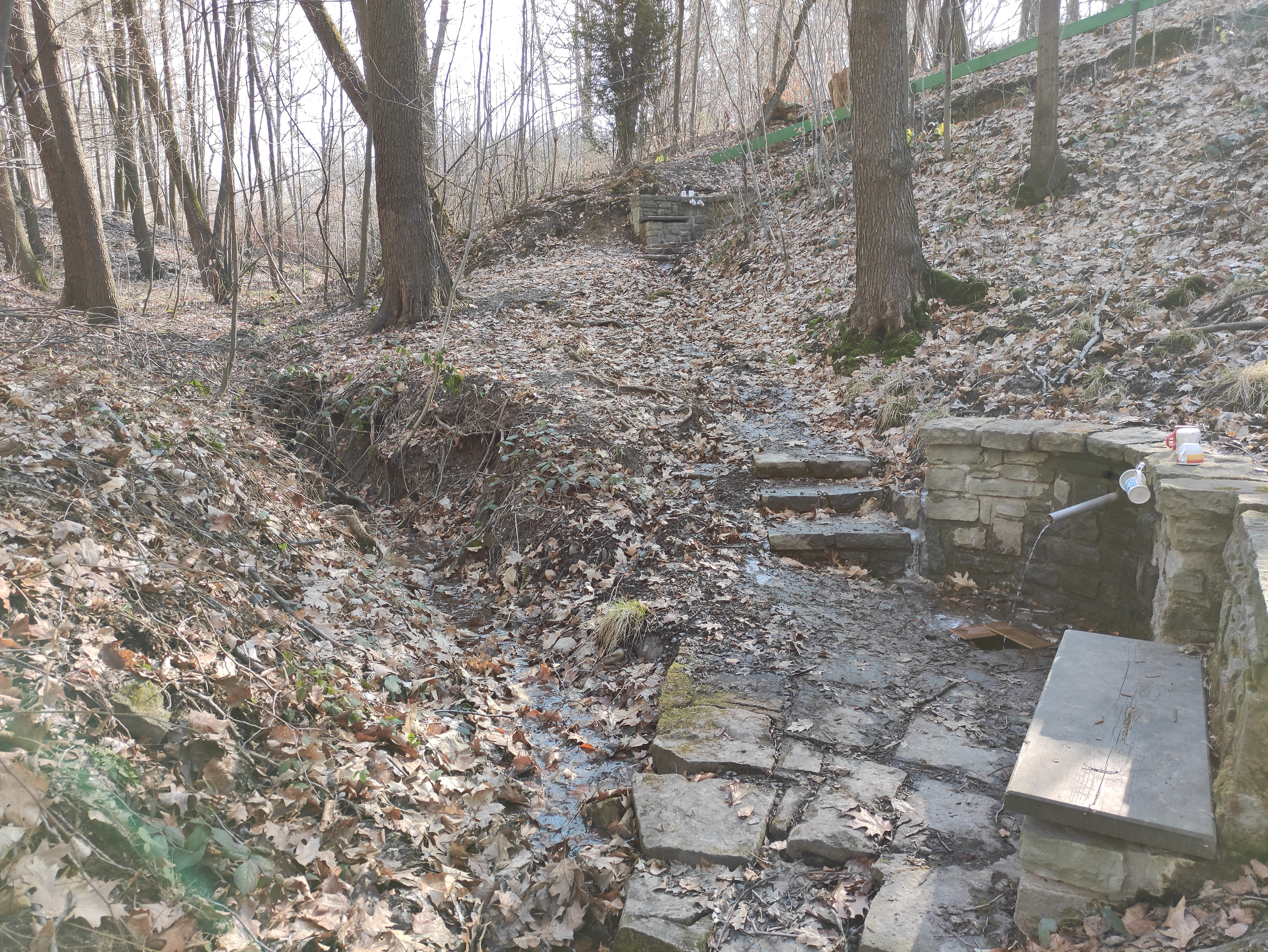
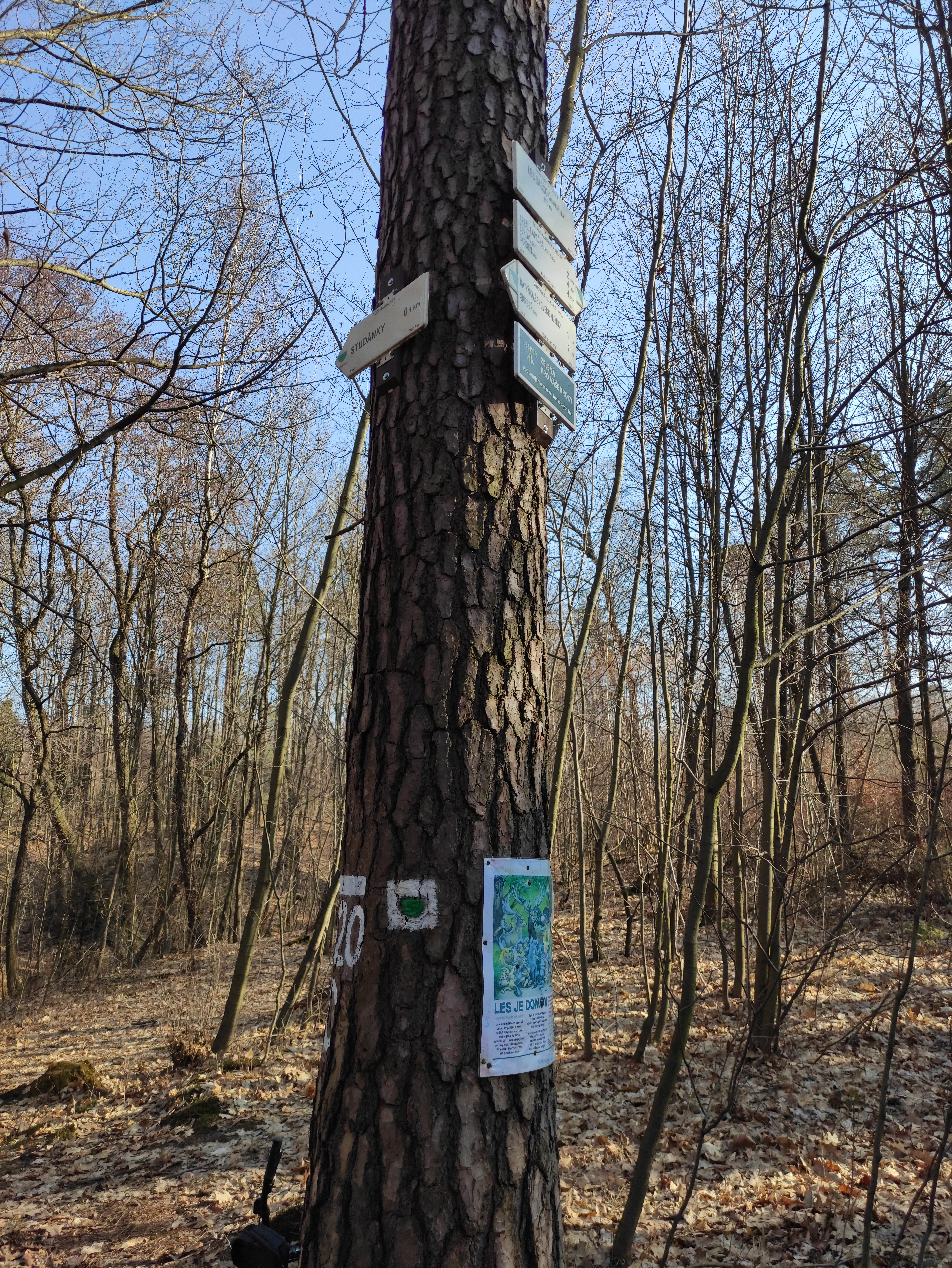